# Edwin M. Stanton

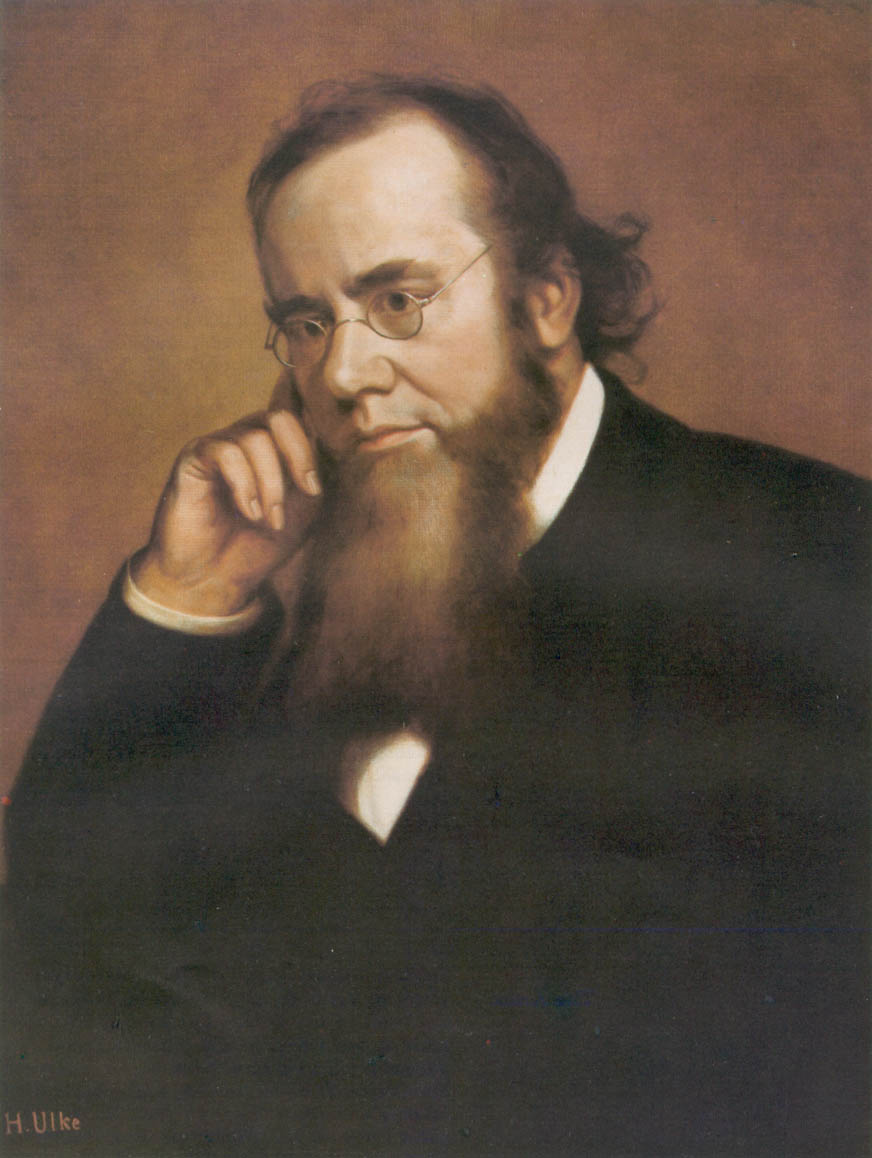
Edwin McMasters Stanton, Gemälde von Henry Ulke (1821–1910)

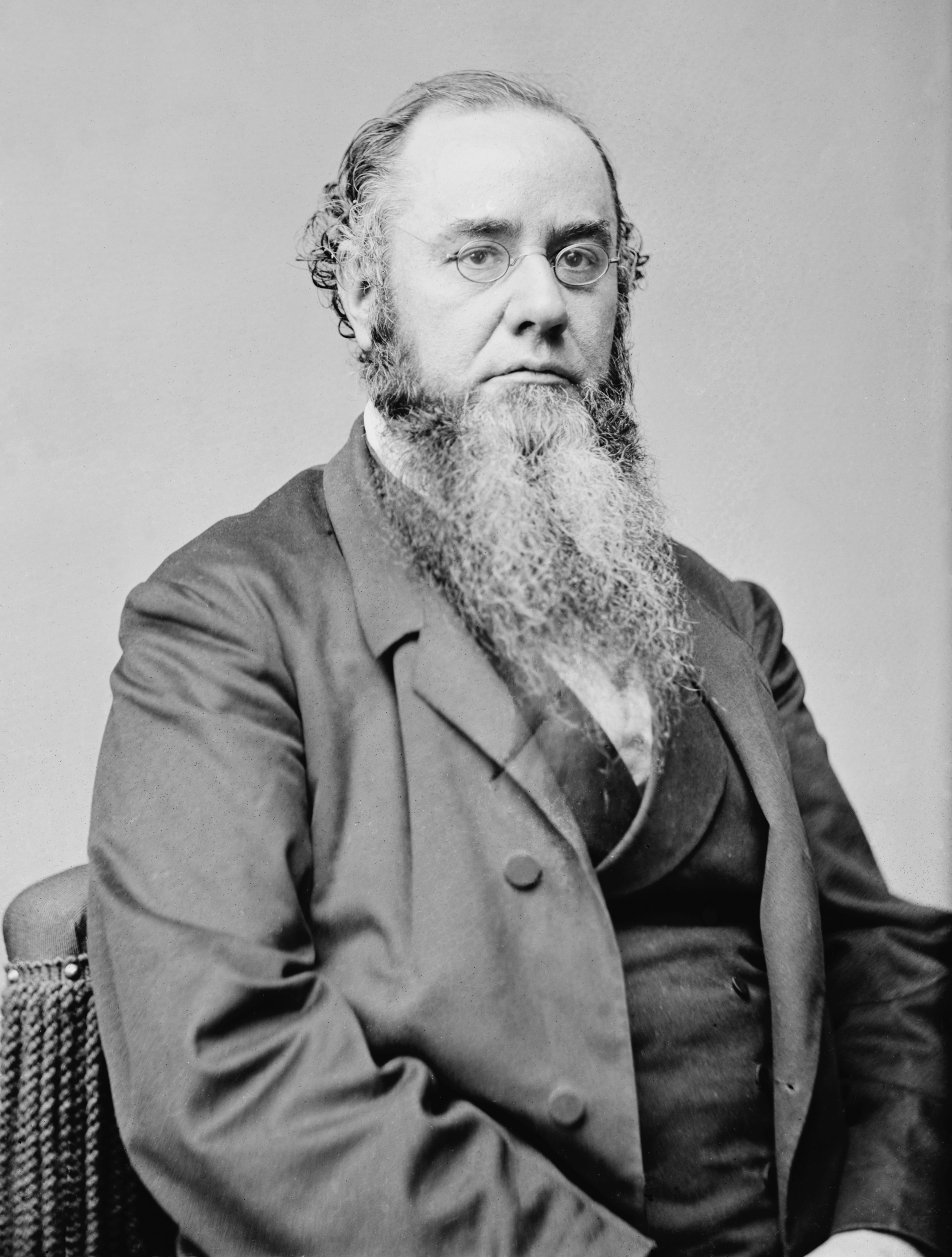
Fotoporträt Stantons (Bilddatum unbekannt)

Edwin McMasters Stanton (* 19. Dezember 1814 in Steubenville, Ohio; † 24. Dezember 1869 in Washington, D.C.) war ein US-amerikanischer Jurist und Politiker. Im Sezessionskrieg war er Lincolns Kriegsminister. Seine Entlassung durch Lincolns Nachfolger Andrew Johnson 1868 resultierte im knappsten Impeachment der US-Geschichte, Johnson konnte sich nur mit größter Mühe im Amt halten.

## Biografie
Edwin M. Stanton studierte Rechtswissenschaften und arbeitete ab 1857 als Anwalt in Washington. 1860 wurde er Generalbundesanwalt der Vereinigten Staaten unter Präsident James Buchanan.
1862 berief ihn Abraham Lincoln als Kriegsminister, nachdem sein Vorgänger Simon Cameron sich dem Amt nicht gewachsen zeigte. Stanton war Demokrat und Sklavereigegner. Von Lincoln hatte er noch nach dessen Amtsantritt als Präsident zunächst keine hohe Meinung und bezeichnete ihn als the original gorilla. Dennoch berief ihn Lincoln als Berater ins Kriegsministerium und bald als Nachfolger von Cameron. Hatte er dieses Amt ursprünglich nur akzeptiert, um seinem Land zu helfen, so bekam er bald großen Respekt vor Lincoln und dessen Amtsführung, bei dessen Beerdigung bezeichnete er ihn als the most perfect ruler of men the world has ever seen.
Stanton erwarb sich zwar durch die Organisation und Verpflegung des Unionsheeres während des Amerikanischen Bürgerkriegs große Anerkennung, richtete aber durch seine schroffe und undiplomatische Art sowie die Einmischung in die Kriegsoperationen auch Schaden an. Er ging hart gegen tatsächliche und vermeintliche Unterstützer der Südstaaten in den eigenen Reihen vor, auch dies führte zu wiederholter Kritik. Lincoln lehnte jedoch seine Entlassung vehement ab.
Edwin M. Stanton blieb auch nach der Ermordung Lincolns unter dessen Nachfolger Andrew Johnson Kriegsminister. Er trat in der Nachkriegszeit gegen die vermittelnde Politik Johnsons auf und wurde deshalb von ihm entlassen. Um seine Abberufung zu verhindern, verbarrikadierte er sich in seinem Büro. Stantons Entlassung, die nach dem Tenure of Office Act zu jener Zeit der Zustimmung des Senats bedurft hätte, wurde zum Hauptanklagepunkt in dem gegen Johnson eingeleiteten, aber letztlich erfolglosen Verfahren zu dessen Amtsenthebung.
Im Mai 1868 legte Stanton sein Amt nieder und wurde im Dezember 1869 unter Präsident Ulysses S. Grant zum Richter am Obersten Gerichtshof in der Nachfolge von Robert Cooper Grier nominiert, starb aber vier Tage nach seiner Bestätigung durch den Senat noch vor Amtsantritt.
Der Schriftsteller Otto Eisenschiml klagte in seinem 1937 erschienenen Buch Why was Lincoln murdered? Stanton an, er habe die Ermordung Lincolns organisiert. Diese Vorwürfe konnten nicht bewiesen werden, finden sich aber immer wieder in verschiedenen Theorien um die Verschwörergruppe, die Lincoln getötet und Außenminister William H. Seward verletzt hatte.
Nach ihm sind Stanton County in Nebraska und Stanton County in Kansas benannt.